# Maren-Kessel

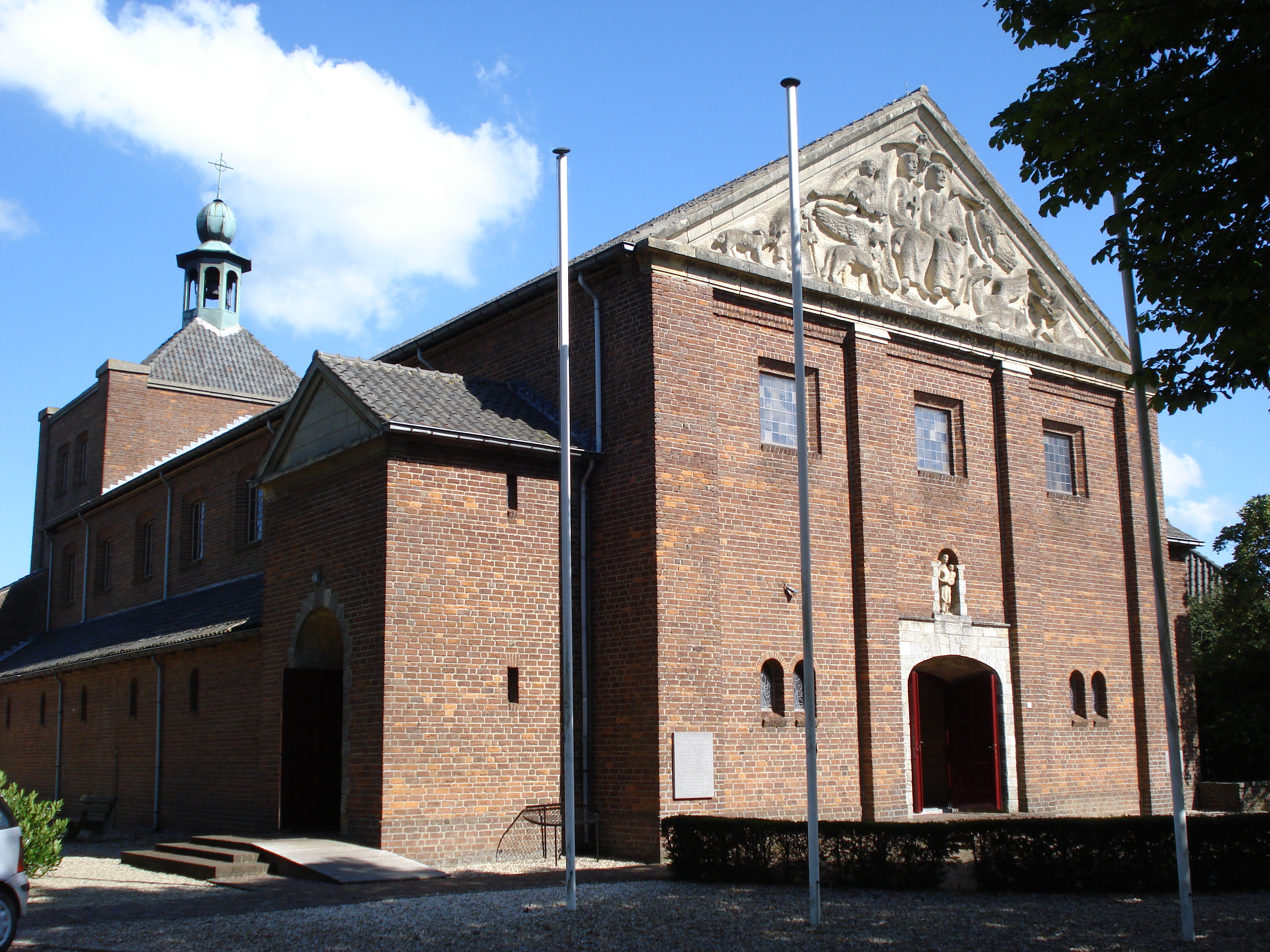
Maren-Kessel, l'église St.Lambert, 1953.

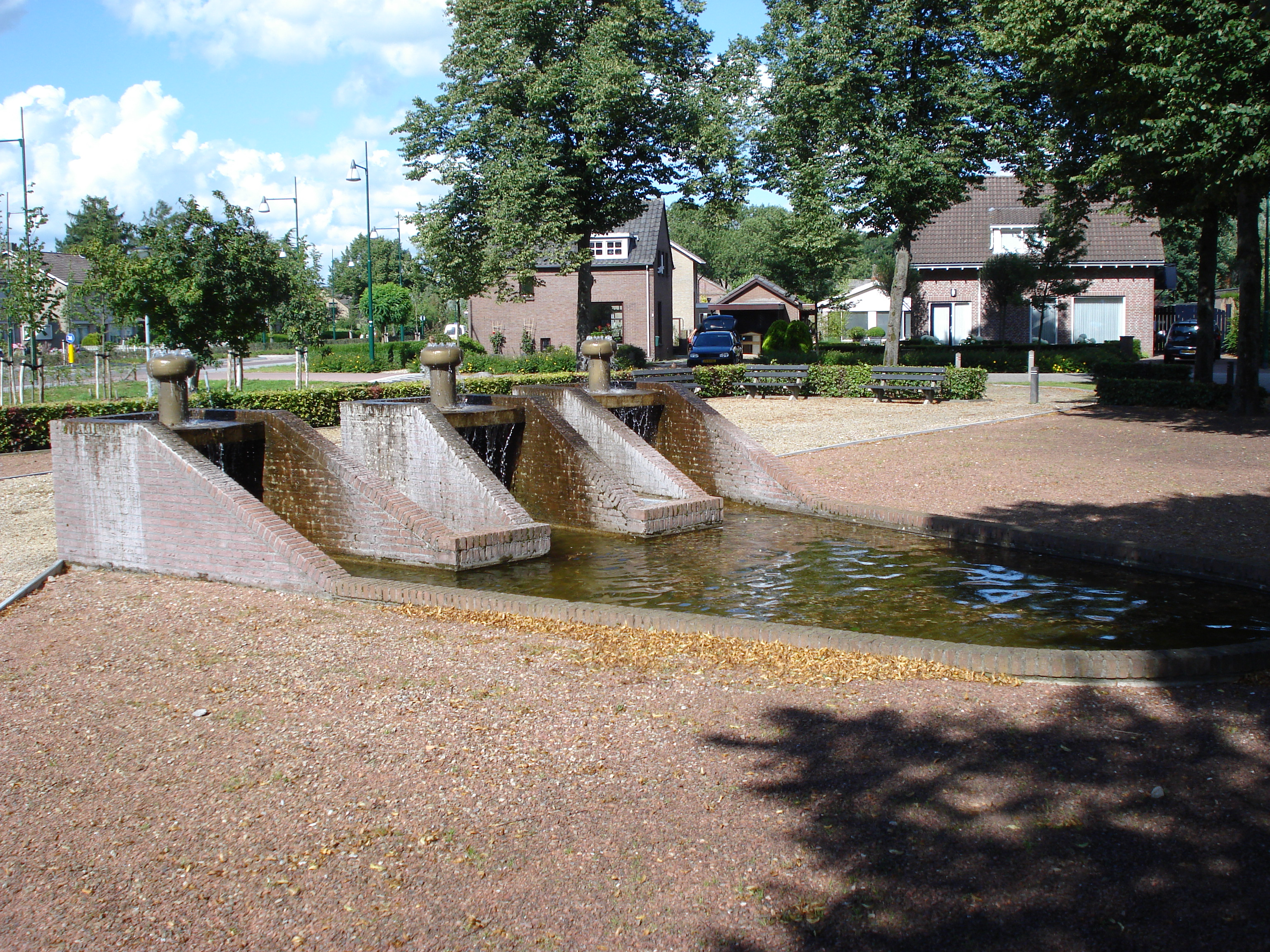
Maren-Kessel, fontaine symbolisant une écluse.

Maren-Kessel est un jeune village de la commune néerlandaise d'Oss dans la province du Brabant-Septentrional, sur la rive gauche d'un méandre mort de la Meuse.
Maren-Kessel est aussi le nom pour la localité statistique formée par l'ensemble des trois villages Maren, Kessel et Maren-Kessel.
Le jeune village est donc le toponyme de l'ensemble des trois villages, ce qui s'explique par son histoire.
Le 1er janvier 2007, l'ensemble des trois villages de Maren-Kessel compte 1 067 habitants.

## Histoire
Maren-Kessel est un des plus jeunes villages du Brabant-Septentrional, fondé après la Seconde Guerre mondiale. En 1944, les vieux villages Maren et Kessel ont été évacués, l'église de Kessel a été détruite et celle de Maren sévèrement endommagée. Après la guerre, on décide de construire une nouvelle église et un nouveau village avec une école et des commerces à mi-chemin entre les deux vieux villages. C'est devenu le village de Maren-Kessel. L'église St.Lambert de Maren-Kessel date de 1953.
Maren et Kessel formaient en cette année 1953 avec Alem encore l'ancienne commune d'Alem, Maren en Kessel, même si par la canalisation de la Meuse, Alem avait déjà changé de rive et de province. En 1958, la commune est dissoute. Alem est annexée à la commune de Rossum en Gueldre et les trois villages Maren, Kessel (Brabant-Septentrional) et Maren-Kessel passent à la commune de Lith, où ils forment une seule localité statistique sous le nom de Maren-Kessel.